# ネフスキー大通り駅
ネフスキー大通り駅（ネフスキーおおどおりえき、ロシア語: станция «Невский проспект»、スタンツィヤ「ニェフスキー・プラスピェクト」）は、ロシアのサンクトペテルブルク市ツェントラーリヌイ区（中央区）ドゥムスカヤ通りにあるサンクトペテルブルク地下鉄の駅である。

## 接続路線

### 鉄道
- サンクトペテルブルク地下鉄
  - 3号線 - ゴスチヌイ・ドヴォル駅
    - 地下通路で繋がっているため、改札を通らずに乗換可能である。また、ネフスキー大通り駅の改札を入場後ゴスチヌィ・ドヴォル駅から電車に乗車すること、あるいはその逆も可能である。

### 路面電車・バス・乗合タクシー
- ゴスチヌィ・ドヴォル駅（南出口東方、ネフスキー大通り南側）
  - ポロホヴィエ方面：　トロリーバス（1・5・7・10・11・22系統）、バス（3・7・22・24・27・180・191系統）
- ネフスキー大通り（南出口東方、サドヴァヤ通り西側）
  - グトゥエフスキー島方面：　路面電車（観光系統）、バス（49系統）、乗合タクシー（212系統）
  - ピスカリョフカ方面：　乗合タクシー（100系統）
- ネフスキー大通り（南出口東方、サドヴァヤ通り東側）
  - ヴィボルグ方面：　路面電車（観光系統）、バス（49系統）、乗合タクシー（212系統）
- ネフスキー大通り駅（北出口東方、ネフスキー大通り北側）
  - プリモルスキー方面：　トロリーバス（1・5・7・10・11・22系統）、バス（3・7・22・24・27・180・191系統）
- ネフスキー大通り第二（北出口西方、グリボエドフ運河沿い）
  - ピスカリョフカ方面：　乗合タクシー（100系統）

## 駅構造
地下63mに島式プラットホームがある地下駅である。コンコースは２つあり、南出口は地下１階、北出口は地上にある。改札はそれぞれにある。
- 北行：パルナス方面
- 南行：クプチノ方面

## 利用状況
乗車人員は1,924,285人／月、63,222人／日である。南口と北口の乗車客の数はほぼ同じだが、北口の方がやや多い。

## 駅周辺

### 南出口方面
- ゴスチーヌイ・ドヴォール
- サンクトペテルブルク・フィルハーモニア協会
- ロシア美術館

### 北出口方面
- 血の上の救世主教会
- カザン大聖堂
- エルミタージュ美術館

## 歴史
- 1963年7月1日　地下鉄2号線　工科大学～ペトログラード間開通と同時に開業。

## 隣の駅
サンクトペテルブルク地下鉄
■2号線（モスクワ・ペトログラード線）
センナヤ広場 - ゴスチヌィ・ドヴォル - ゴーリキー